# Jezioro Okrągłe (gmina Wydminy)
Jezioro Okrągłe – jezioro w Polsce w województwie warmińsko-mazurskim, w powiecie giżyckim, w gminie Wydminy.

## Położenie
Jezioro leży na Pojezierzu Mazurskim, w mezoregionie Wielkich Jezior Mazurskich, w dorzeczu Pisa–Narew–Wisła. Znajduje się około 8 km w kierunku północnym od Orzysza. Na południowo-zachodnim brzegu leży wieś Okrągłe. W północno-zachodniej części znajduje się odpływ do Jeziora Skomackiego, we wschodniej części położone są dwie wyspy o łącznej powierzchni 0,2 ha.
Brzegi wysokie, gdzieniegdzie strome i pagórkowate. W otoczeniu znajdują się łąki oraz pola.
Zbiornik wodny według typologii rybackiej jezior zalicza się do linowo-szczupakowych.
Jezioro leży na terenie obwodu rybackiego Jeziora Bielskie w zlewni rzeki Pisa – nr 17. Znajduje się na terenie Obszaru Chronionego Krajobrazu Jezior Orzyskich o łącznej powierzchni 21 153,0 ha.

## Morfometria
Według danych Instytutu Rybactwa Śródlądowego powierzchnia zwierciadła wody jeziora wynosi 19,3 ha. Średnia głębokość zbiornika wodnego to 3,8 m, a maksymalna – 9,0 m. Lustro wody znajduje się na wysokości 147,0 m n.p.m. Objętość jeziora wynosi 745,0 tys. m³. Maksymalna długość jeziora to 570 m a szerokość 450 m. Długość linii brzegowej wynosi 1950 m.
Inne dane uzyskano natomiast poprzez planimetrię jeziora na mapach w skali 1:50 000 według Państwowego Układu Współrzędnych 1965, zgodnie z poziomem odniesienia Kronsztadt. Otrzymana w ten sposób powierzchnia zbiornika wodnego to 18,5 ha.